# Waynesboro (Geórgia)
Waynesboro é uma cidade localizada no estado americano de Geórgia, no Condado de Burke.

## Demografia
Segundo o censo americano de 2000, a sua população era de 5813 habitantes.
Em 2006, foi estimada uma população de 5863, um aumento de 50 (0.9%).

## Geografia
De acordo com o United States Census Bureau tem uma área de
14,2 km², dos quais 14,1 km² cobertos por terra e 0,1 km² cobertos por água. Waynesboro localiza-se a aproximadamente 101 m acima do nível do mar.

## Localidades na vizinhança
O diagrama seguinte representa as localidades num raio de 32 km ao redor de Waynesboro.